# دانشگاه پرستن
دانشگاه پرستن (سندی: پرسٽن یونیورسٽی) یک دانشگاه در پاکستان است. این دانشگاه به عنوان دانشکده تجارت و بازرگانی در سال ۱۹۸۴ تأسیس شد. دانشگاه در حال حاضر در کوهات (پردیس اصلی)، اسلام‌آباد، پیشاور، لاهور، کراچی واقع شده‌است.